# Junior enterprise
Junior Enterprise – organizacja non-profit zarządzana w całości przez studentów, która oferuje usługi doradcze dla firm. Zakres działalności zależy od profilu studiów ich członków. Celem działalności Junior Enterprises jest łączenie teorii akademickiej ze światem praktyki biznesowej. Większość stowarzyszeń Junior Enterprise działa przy uczelniach.
W 2006 roku liczba wszystkich europejskich Junior Enterprise wynosiła przeszło 250, a pracowało dla nich łącznie ponad 20 000 konsultantów. Wszystkie one zrzeszone są w organizacji JADE.
Największą konfederacją zrzeszającą Junior Enterprise jest brazylijski Brasil Junior łączący niemal 400 organizacji tego typu.

## Historia Junior Enterprises i JADE
Pierwsze Junior Enterprise powstały w 1967 roku we Francji. Od 1992 roku działa organizacja JADE, której siedziba mieści się w Brukseli. Polską konfederację JADE stworzyły w 2006 roku trzy organizacje realizujące ideę Junior Enterprise – ConQuest Consulting z Warszawy, YPI Consulting z Krakowa i PBDA Consulting z Poznania.